# Turdus celaenops
El zorzal de las Izu o mirlo de las siete islas (Turdus celaenops) es una especie de ave paseriforme de la familia de los túrdidos. Se distribuye en algunas islas de Japón.

## Distribución
Es nativa de las islas Izu y las Ryukyu de Japón, en particular, Hachijojima, Mikurajima, y Miyakejima, Yakushima y la islas Tokara. Esta especie está ausente de las islas principales de Japón y debido a su limitado rango, aparece en la lista roja de la UICN como vulnerable.
Alcanza una longitud aproximada de 23 cm, tiene un plumaje oscuro característico, la cabeza y la cola de color negro que contrasta con el anillo ocular y el pico amarillo, las alas son de color castaño y el vientre de color rojo oxidado. Este patrón de color a menudo provoca comparaciones con el robín americano.